# Horriger Mühle
Die Horriger Mühle war eine Wassermühle mit zwei unterschlächtigen Wasserrädern an der Wurm in der Stadt Geilenkirchen im nordrhein-westfälischen Kreis Heinsberg im Regierungsbezirk Köln.

## Geographie
Die Horriger Mühle hat ihren Standort an der linken Seite der Wurm bei Gut Horrig, Horrig 4, in der Stadt Geilenkirchen. Das Grundstück, auf dem das Mühlengebäude steht, hat eine Höhe von ca. 69 m über NN. Oberhalb standen die Tripser Mühlen, unterhalb hatte die Süggerather Mühle ihren Standort.

## Gewässer
Die Wurm versorgte auf einer Flusslänge von 53 km zahlreiche Mühlen mit Wasser. Die Quelle der Wurm liegt südlich von Aachen bei 265 m über NN, die Mündung in die Rur ist bei der Ortschaft Kempen in der Stadt Heinsberg bei 32 m über NN. 

## Geschichte
Das Baujahr der Horriger Mühle ist mit 1830 angegeben. Die Mühle arbeitete mit zwei unterschlächtigen Wasserrädern, hatte aber wegen des geringen Gefälles von den Tripser Mühlen her mit nur vier Fuß, ständig Schwierigkeiten. Die Loh- und Ölmühle wurde 1910 geschlossen. Das stattliche Mühlengebäude wurde zum Wohnhaus umgebaut und bleibt so der Nachwelt erhalten.

## Galerie

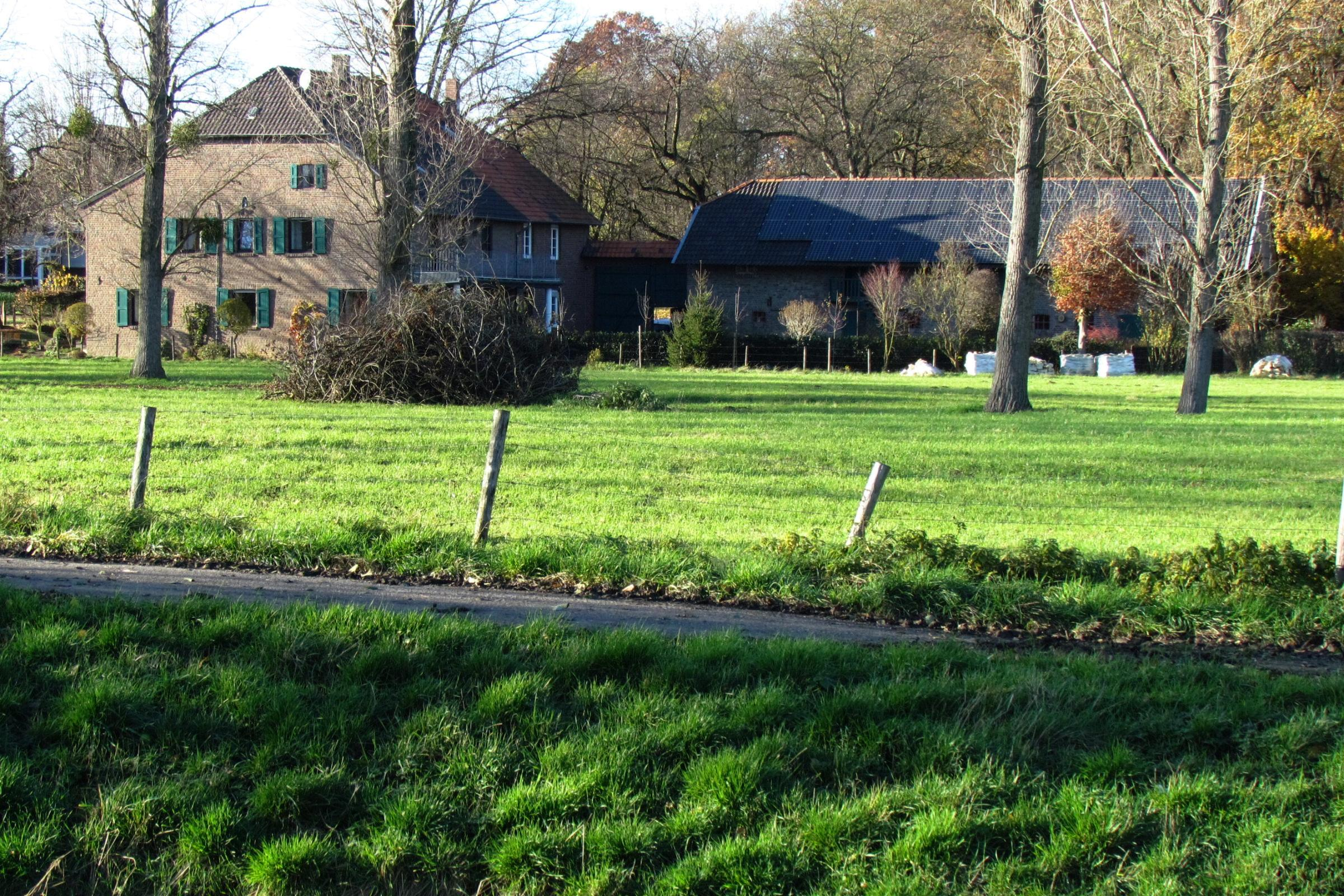
Horriger Mühle mit Wirtschaftsgebäude im Wurmtal
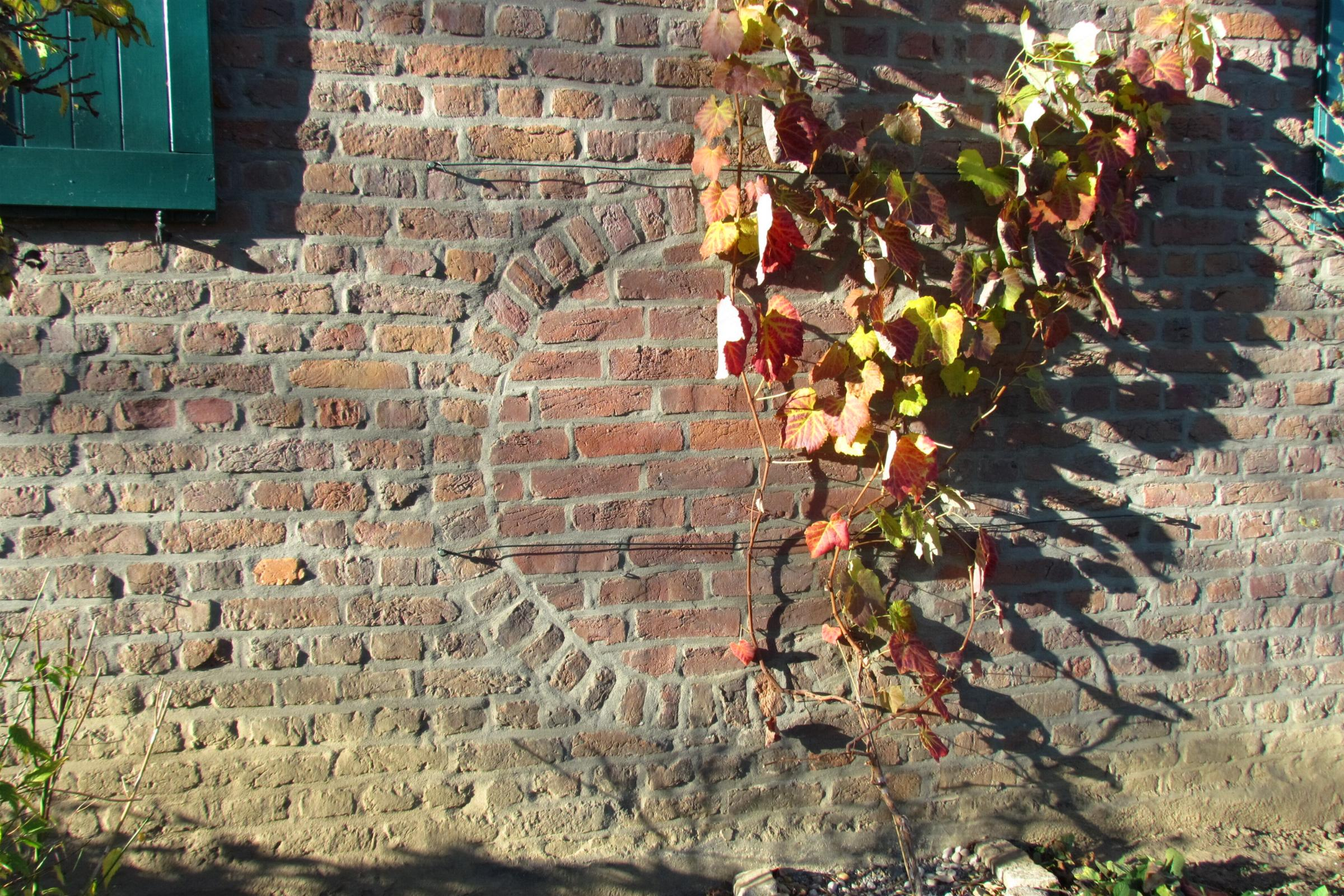
Das Mauergewölbe zeigt, wo einst die Radachse war
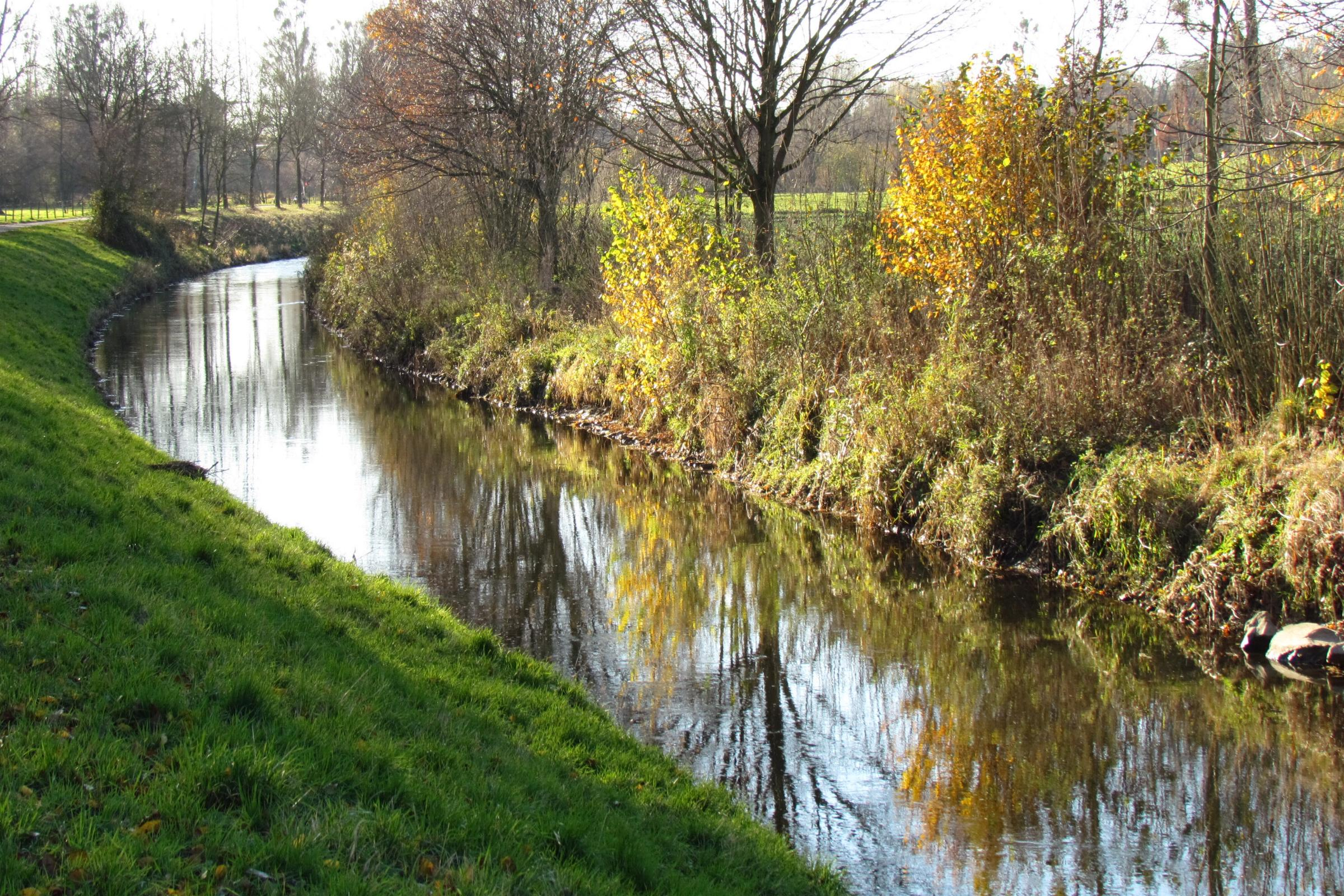
Die Wurm in der Nähe der Horriger Mühle
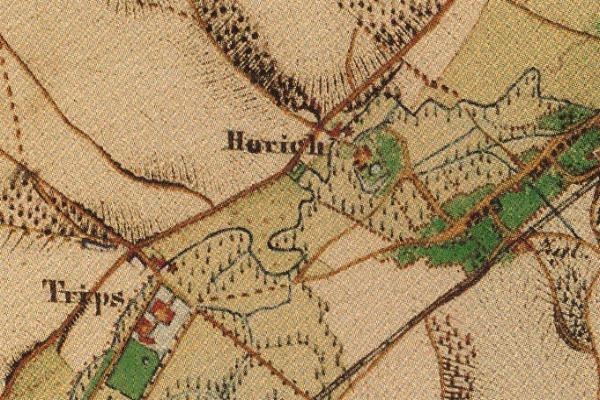
Horriger Mühle auf der Uraufnahme von 1846
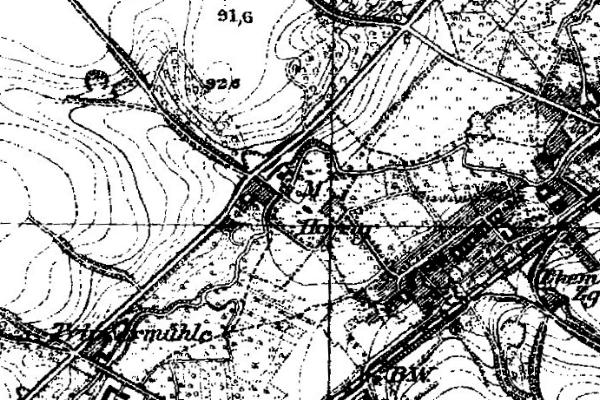
Horriger Mühle auf der Neuaufnahme von 1892
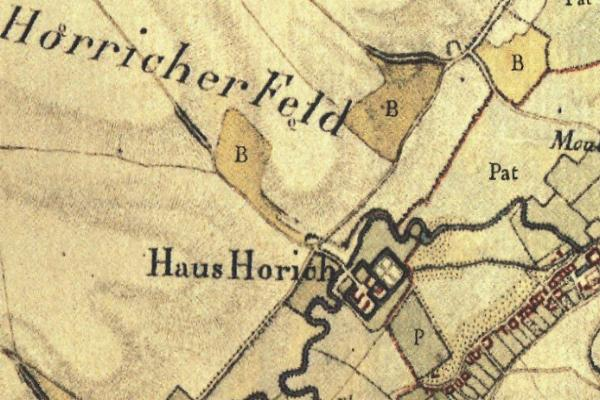
Haus Horrig auf der Tranchotkarte 1805/1807

→ Siehe auch Liste der Mühlen an der Wurm